# Edagricole
Edagricole è una casa editrice italiana creata da Luigi Perdisa, professore di economia ed estimo agrario e preside della Facoltà di Agraria di Bologna, che dopo avere fondato, nel 1937, Il tecnico agrario professionista, il mensile che avrebbe mutato il nome, successivamente, in Genio Rurale, aggiungeva alla prima rivista altre ventidue testate relative alle branche diverse della scienza e della tecnologia agraria, e un catalogo di volumi che sarebbe giunto a sfiorare i duemila titoli, tra grandi manuali, prontuari, volumetti divulgativi nelle sfere diverse dell'attività di coltivazione e di allevamento.

## Storia della casa editrice
Denominata originariamente come Edizioni agricole, la casa editrice diveniva, abbreviando la locuzione, Edagricole. L'editrice di Perdisa toccava l'apice della propria parabola tra gli anni Sessanta e gli anni Ottanta, quando ne dirigevano le riviste, o assicuravano collaborazioni sistematiche, tutti i grandi maestri del sapere agrario nazionale, Remigio Baldoni, Umberto Bagnaresi, Gabriele Goidanich, Giovanni Ballarini, Luigi Cavazza.
L'editrice diveniva un elemento importante dell'opinione agraria nazionale quando Perdisa rilevava dall'editore Rizzoli la rivista Terra e vita, il settimanale cui avrebbe dedicato passione e cure degli ultimi anni, chiamando alla vicedirezione Antonio Saltini, che incaricava di sistematici reportages sulle agricolture dei paesi la cui concorrenza appariva più temibile per le produzioni nazionali, di interviste ai responsabili agrari italiani ed europei, di inchieste sulle vicende chiave dello scacchiere agrario, quale il confronto tra i partiti politici per il riassetto istituzionale della Federconsorzi, la contesa che, con il fallimento dell'ente, sarebbe degenerata nel maggiore scandalo fallimentare della storia nazionale.
Con ventitré riviste specializzate e un catalogo di duemila titoli l'Edagricole poteva vantare, negli ultimi anni di Perdisa, il ruolo di prima editrice specializzata in pubblicazioni sull'agricoltura del panorama editoriale e non solo nazionale.
La casa editrice fu affidata all'economista agrario Giorgio Amadei, ma divergenze tra gli eredi conducevano rapidamente la società verso la cessione, alla società editrice del Sole 24 ORE, che smembrava l'azienda liquidando la grande, moderna tipografia, il ramo aziendale dei testi tecnico-professionali, che vantavano un importante primato di vendite in tutta la rete degli istituti tecnici e professionali per l'agricoltura, riducendo significativamente il numero delle riviste, contraendo la stampa di grande opere monografiche a favore dei prontuari divulgativi, e che conservava Terra e vita che assumeva una nuova identità per coordinarsi al settimanale agricolo già edito dal gruppo, Agrisole.

## Calderini
Collegata ad Edagricole operava la casa editrice Calderini, specializzata in edizioni scolastiche, guide turistiche ed edizioni di varia, ceduta poi al gruppo editoriale RCS.

## Librerie
Negli anni di maggior successo un importante ruolo era riservato anche alle librerie poste a Bologna in via Zamboni e a Milano in via Bronzino, che erano diventate punto di riferimento dell'intera produzione editoriale italiana ed anche internazionale in materia di agricoltura.